# لاري رايس
لاري رايس (بالإنجليزية: Larry Rice)‏ هو موسيقي أمريكي، ولد في 24 أبريل 1949 في دانفيل في الولايات المتحدة، وتوفي في 13 مارس 2006.

## وصلات خارجية
- لاري رايس على موقع ميوزك برينز (الإنجليزية)
- لاري رايس على موقع أول ميوزيك (الإنجليزية)
- لاري رايس على موقع ديسكوغز (الإنجليزية)